# Kerki Protestant Piedra Plat
Kerki Protestant Piedra Plat is een protestantse kerk in Piedra Plat (Aruba). De kerk is een van de vier gemeenten die tot de Protestantse Gemeente van Aruba behoren. De andere gemeenten zijn in Oranjestad, Sint Nicolaas en Seroe Colorado.

## Geschiedenis
In 1903 werd te Piedra Plat een kerkhof ingericht. De kerk stortte door een storm in 1932 gedeeltelijk in, maar kon worden hersteld. De herbouw vond plaats van 1932 tot 1934. Op 24 november 1934 werd het kerkgebouw heropend. De recentste grote renovatie vond plaats in 2001.

## Gemeente
De gemeente van Piedra Plat bestaat van oudsher vooral uit mensen die in de buurtschap Piedra Plat wonen. Met de komst van de huidige dominee (ds Peter Hazenoot) zijn er ook mensen uit andere buurtschappen bijgekomen. Het ledenaantal is daardoor flink gegroeid.

## Diensten
Iedere zondagmorgen is er een Nederlandstalige dienst. Er wordt gezongen onder begeleiding van een piano, orgel of combinatie hiervan. De liederen zijn afkomstig uit diverse zangbundels, waaronder Johannes de Heer, Opwekkingsliederen, Hervormde gezangenbundel, Glorieklokken en Op Toonhoogte. Verder wordt er gelezen uit de Herziene Statenvertaling.
In de avonddiensten zijn de diensten in het Papiaments, maar is er vaak wel een tolk (Nederlands en Engels) aanwezig. Er wordt dan gezongen uit de lokale Papiamentstalige bundel Kantika di Fe i Alabansa (Liederen van geloof en aanbidding). Als er een band aanwezig is, worden er ook moderne liederen gezongen in het Spaans, Papiaments, Nederlands en Engels.

## Predikanten
In 1947 zijn er predikanten in Piedra Plat gekomen.
- 1947-1953 ds T. Hogerwaard
- 1954-1956 ds W. Kraayenhof
- 1957-1969 ds J.A. Visser
- 1971-1992 ds H.E.P. Hessen[6]
- 1992-2015 ds G.J. Dekker[7]
- 2016-heden ds P. Hazenoot[8]